# Pockau-Lengefeld
Pockau-Lengefeld è una città del libero stato della Sassonia, Germania, nel circondario dei Monti Metalliferi. Costituita il 1º gennaio 2013 dalla fusione dei comuni di Pockau e Lengefeld.